# Dorippidae
Famille
Les Dorippidae sont une famille de crabes. Elle comporte 21 espèces actuelles et 19 fossiles dans 17 genres dont huit fossiles.
Ces crabes sont connus pour se protéger en portant sur leur dos des animaux dangereux, comme des oursins, des anémones ou des méduses benthiques. 

## Liste des genres
Selon World Register of Marine Species (16 février 2016) :
- Dorippe Weber, 1795
- Dorippoides Serène & Romimohtarto, 1969
- Heikeopsis Ng, Guinot & Davie, 2008
- Medorippe Manning & Holthuis, 1981
- Neodorippe Serène & Romimohtarto, 1969
- Nobilum Serène & Romimohtarto, 1969
- Paradorippe Serène & Romimohtarto, 1969
- Philippidorippe Chen, 1985
- Phyllodorippe Manning & Holthuis, 1981
- †Archaeocypoda Secretan, 1975
- †Bartethusa Quayle & Collins, 1981
- †Eodorippe Glaessner, 1980
- †Hillius Bishop, 1983
- †Sodakus Bishop, 1978
- †Telamonocarcinus Larghi, 2004

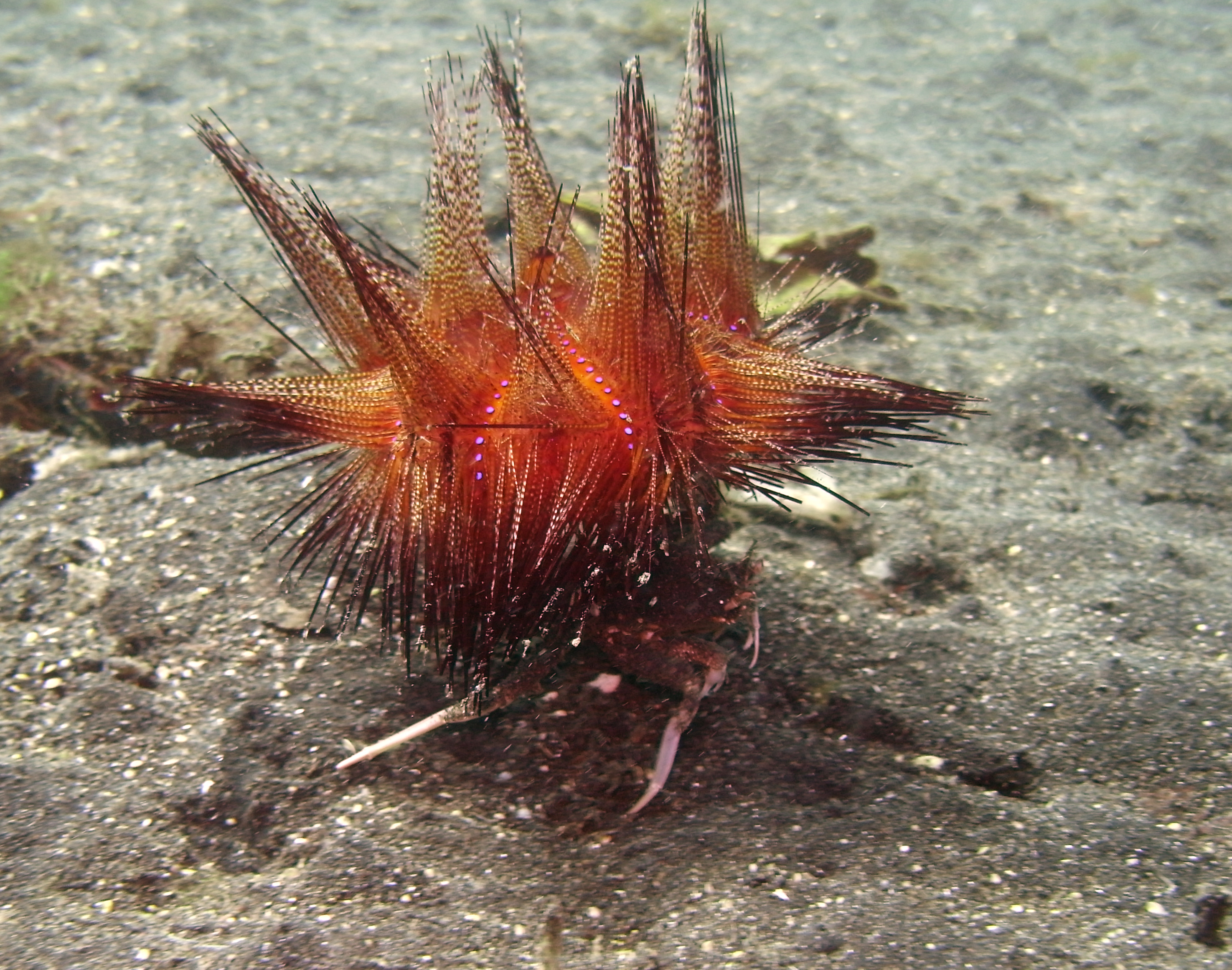
Dorippe frascone transportant un oursin Astropyga radiata venimeux.

- †Tepexicarcinus Feldmann, Vega, Applegate & Bishop, 1998
- †Titanodorippe Blow & Manning, 1996

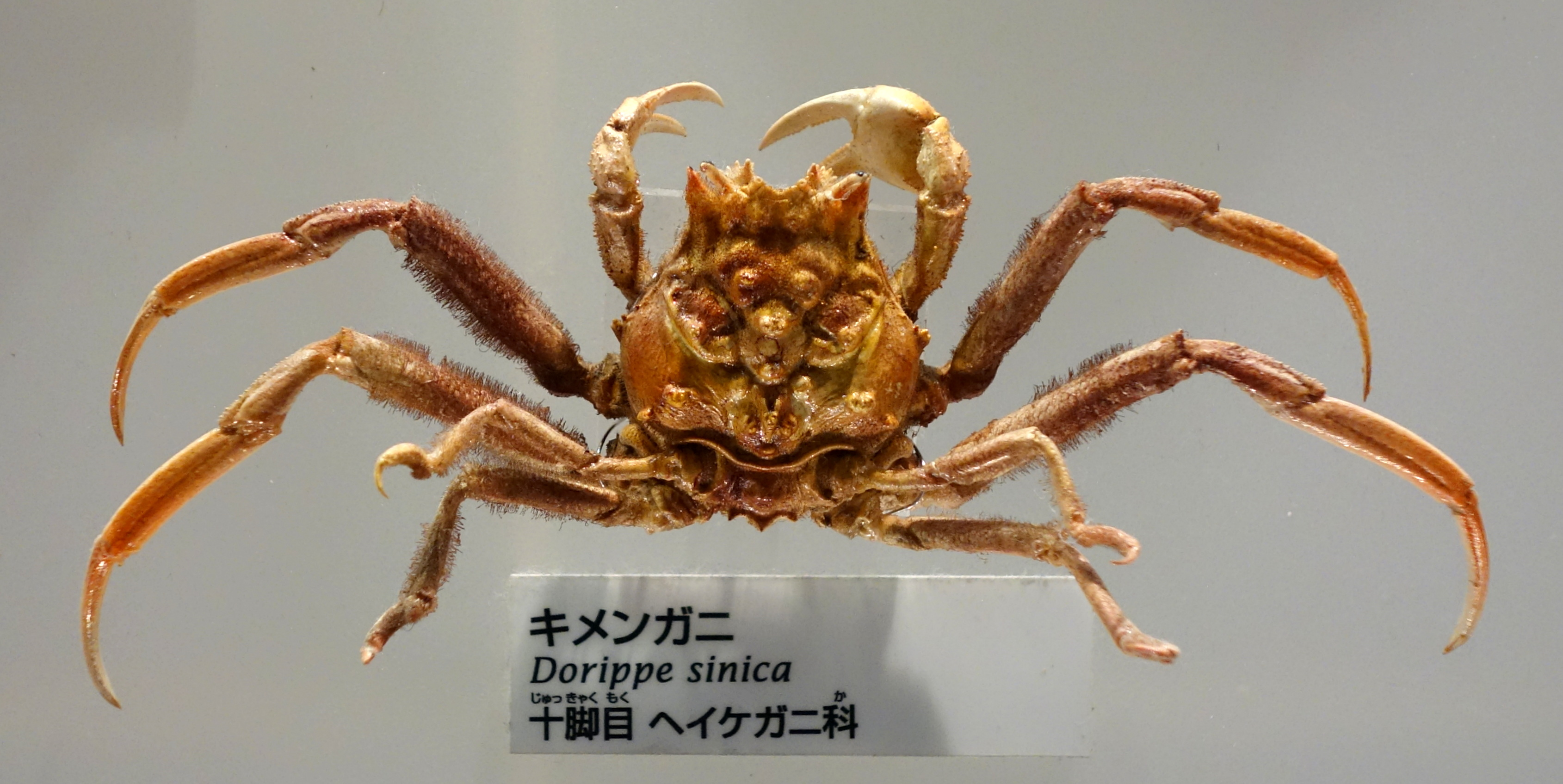
Dorippe sinica
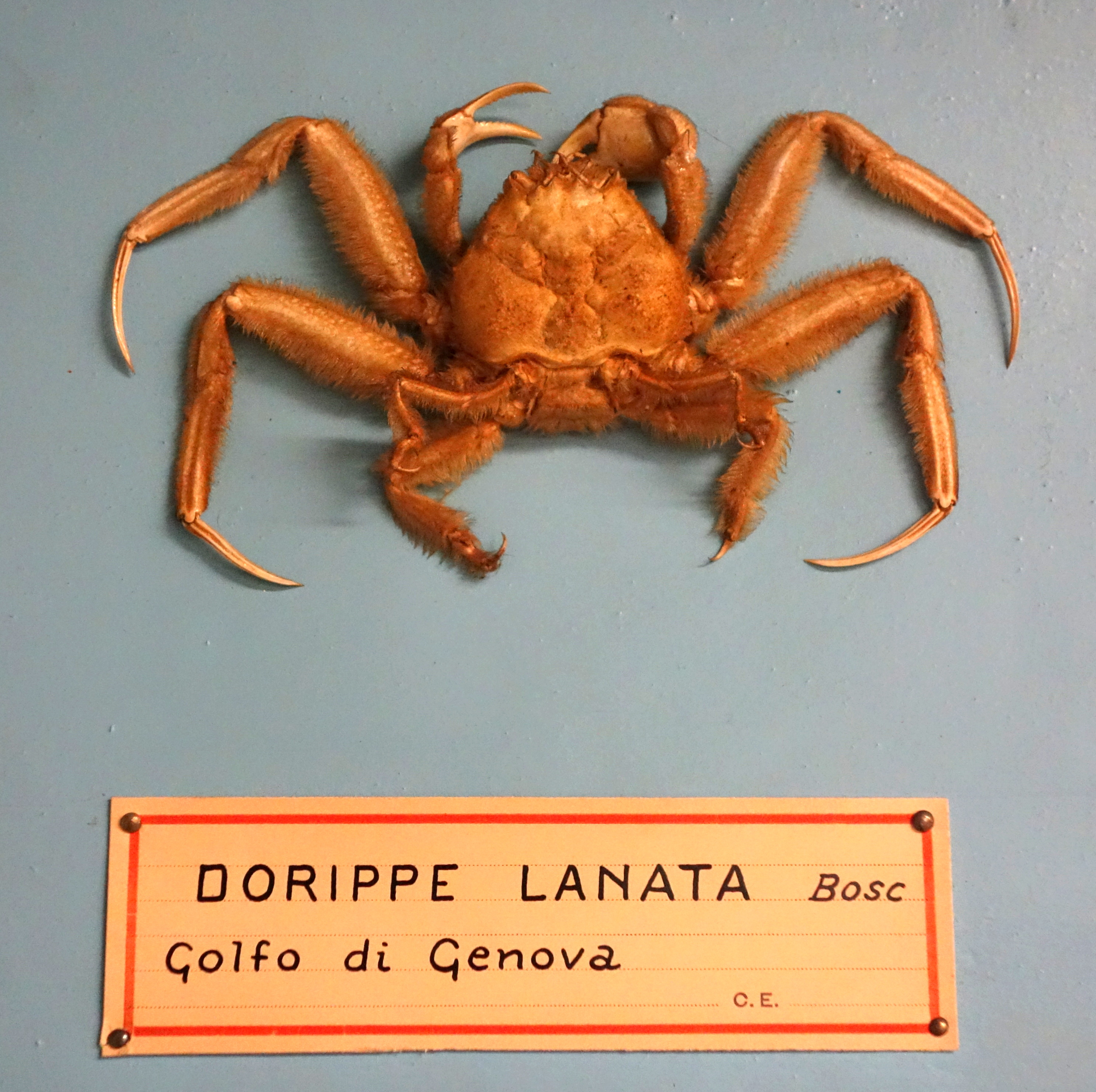
Medorippe lanata
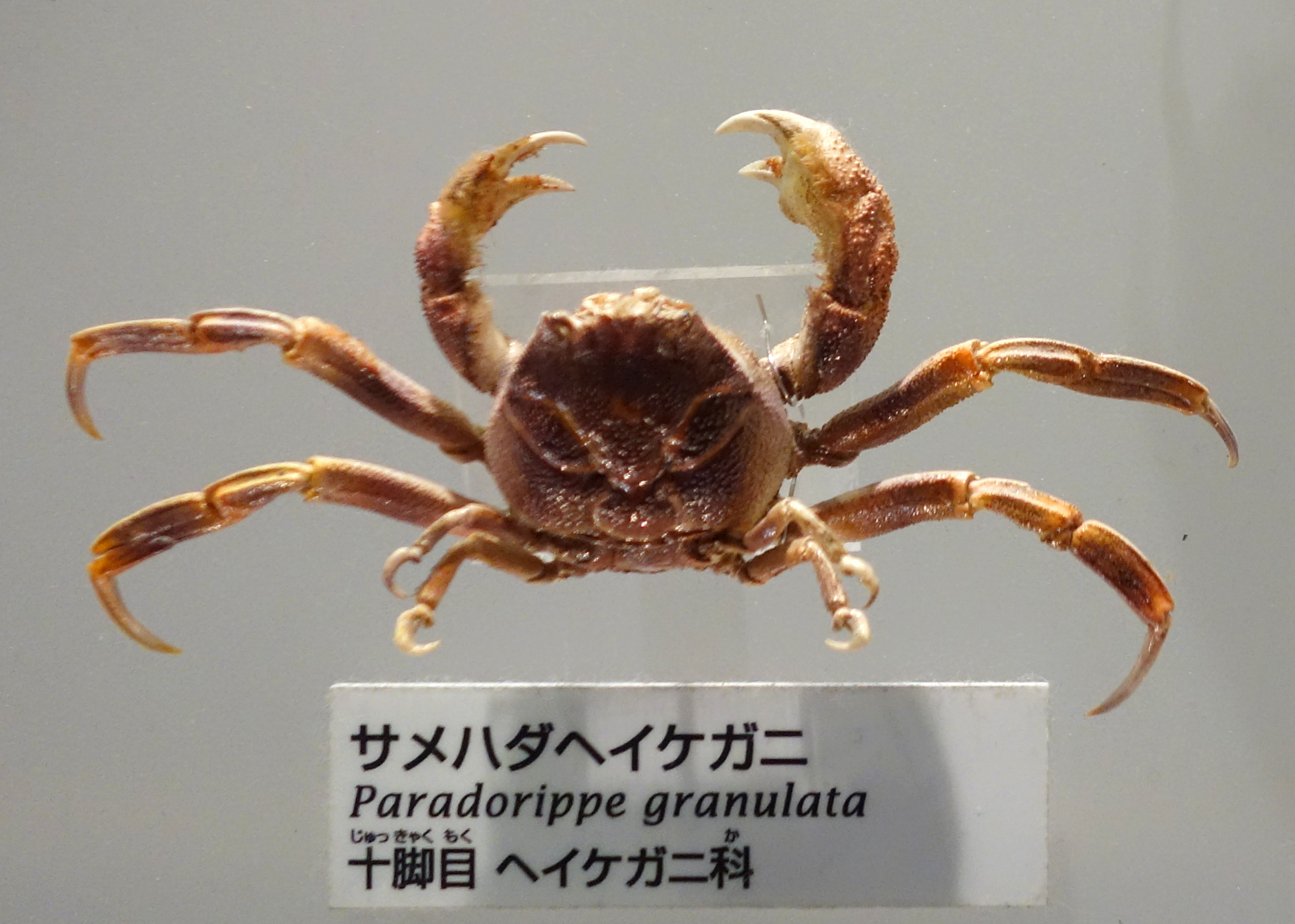
Paradorippe granulata

## Référence
- Macleay, 1838 : On the brachyurous decapod Crustacea brought from the Cape by Dr. Smith. Illustrations of the Annulosa of South Africa; being a portion of the objects of natural history chiefly collected during an expedition into the interior of South Africa, under the direction of Dr. Andrew Smith, in the years 1834, 1835. and 1836; fitted out by “The Cape of Good Hope Association for Exploring Central Africa”. p. 53–71.

## Sources
- Ng, Guinot & Davie, 2008 : Systema Brachyurorum: Part I. An annotated checklist of extant brachyuran crabs of the world. Raffles Bulletin of Zoology Supplement, n. 17 p. 1–286.
- De Grave & al., 2009 : A Classification of Living and Fossil Genera of Decapod Crustaceans. Raffles Bulletin of Zoology Supplement, n. 21, p. 1-109.